# الكونفدرالية البولندية التشيكوسلوفاكية

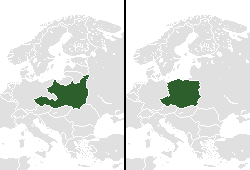

كانت الكونفدرالية البولندية التشيكوسلوفاكية اتحادًا كونفدراليًا، أو اتحادًا فيدراليًا، بين بولندا وتشيكوسلوفاكيا، وكانت فكرة سياسية منذ الحرب العالمية الثانية، دعمته الحكومة البولندية في المنفى، وبدرجة أقل الولايات المتحدة والمملكة المتحدة. كان الاتحاد الكونفدرالي إحياءًا لفكرة إنترماريوم، التي اقترحت إقامة اتحاد فيدرالي يضم بولندا وتشيكوسلوفاكيا. نال المشروع دعمًا أقل من قبل حكومة تشيكوسلوفاكيا في المنفى، التي كانت ترى أنها لا تحتاج الدعم البولندي ضد الاتحاد السوفييتي، وأنها غرقت من جراء الهيمنة السوفييتية المتعاظمة، إذ إن جوزيف ستالين لم يكن يريد اتحادًا فيدراليًا قويًا مستقلًا في أوروبا يمكن أن يهدد مخططاته لأوروبا الشرقية.

## الخلفية
بعد فترة وجيوة من الهزيمة البولندية في حملة سبتمبر البولندية، تشكلت في الغرب حكومتي منفى بولندية وتشيكوسلوفاكية (كانت تشيكوسلوفاكيا قد أصبحت مجرد دولة دمية لألمانيا في أعقاب اتفاقية ميونيخ). وعلى الرغم من امتلاكهما لعدو مشترك، لم تكن العلاقات البولندية التشيكوسلوفاكية ودية بسبب النزاع الحدودي بين البلدين. كانت الحكومة البولندية تهدف إلى إحياء فكرة اتحاد إنترماريوم الفيدرالي وإقامة اتحاد فيدرالي قوي من دول من شرق ووسط أوروبا، تدور حول بولندا وتشيكوسلوفاكيا، تكون بمثابة حاجز أمام عدوان سوفييتي وألماني إضافي. كانت الحكومة التشيكوسلوفاكية، المنقسمة في البداية بين مجموعتين (مجموعة ميلان هودزا ومجموعة إدوارد بينش) مترددة في دعمها للفكرة، على الأقل علنًا.

## المفاوضات

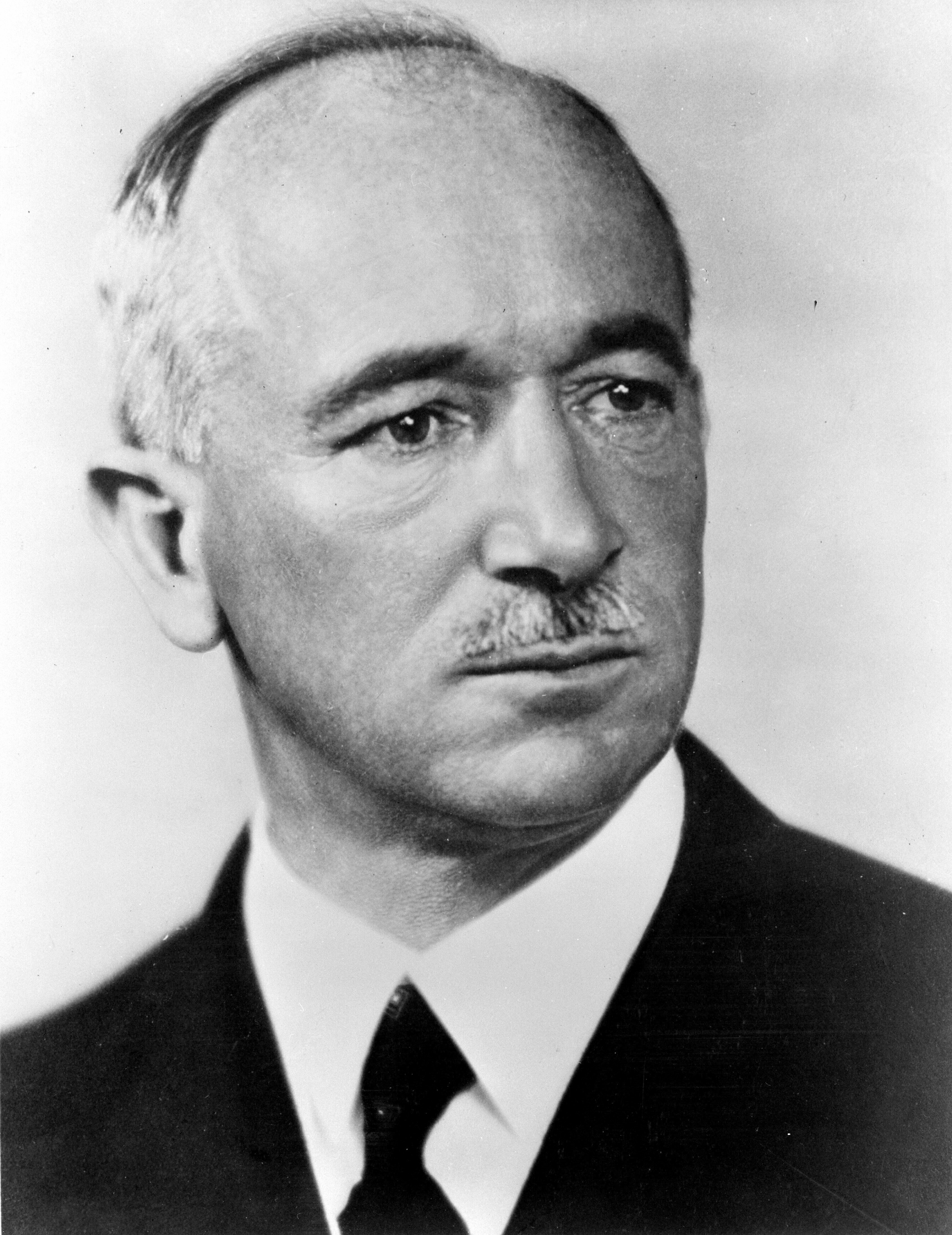
إدوارد بينيس، زعيم الحكومة التشيكوسلوفاكية

أراد كل من السياسيين التشيكوسلوفاكيين هودزا ويان ماساريك اتحادًا كونفدراليًا، في حين كان بينش غير متحمس حيال المسألة، كان هدفه ضمان استعادة تشيكوسلوفاكيا لإقليم زاولزي المتنازع عليه والذي كان قد انتقل إلى حوزة بولندا في أعقاب اتفاقية ميونيخ. وباتت هذه إحدى القضايا الخلافية الرئيسية في المفاوضات الجارية. نظر بينش، الذي اعتبر استعادة الإقليم على أنه هدف رئيسي، إلى الاتحاد السوفييتي كحليف محتمل وكقوة مقابلة لبولندا، تحديدًا في أعقاب الغزو السوفييتي لبولندا، ووضع حكومته بانتظام في حلف مع الاتحاد السوفييتي أكثر مما وضعها في حلف مع بولندا معتقدًا أن التحالف مع دولة قوية سيعود بفائدة أكبر على تشيكوسلوفاكيا من فيدرالية تضم العديد من القوى الأخرى الأصغر. كان ذلك مناقضًا تمامًا للموقف البولندي، إذ رأى الزعيم البولندي آنذاك، فلاديسلاف سيكورسكي، الاتحاد السوفييتي كتهديد رئيسي للنظام الأوروبي بعد الحرب.
بذلك، حين تقارب سيكورسكي من بينش واقترح مناقشات حول اتحاد فيدرالي بولندي-تشيكوسلوفاكي مستقبلي في عام 1939، هادفًا إلى إقامة بولندا وتشيكوسلوفاكيا أقوى بعد الحرب، كان رد بينش فاترًا في أفضل الأحوال، إذ لم يكن مهتمًا بتقوية بولندا. وكان راضيًا برؤية إعادة تأسيس تشيكوسلوفاكيا ضمن حدود ما قبل عام 1938. ومع ذلك، لم يرفض بينش مقترح سيكورسكي على الفور، إذ إن مقترح اتحاد فيدرالي تلقى الدعم من المملكة المتحدة وفي وقت لاحق من الولايات المتحدة، التي دعمت أيضًا الخطط لفيدراليات أخرى مثل فيدرالية اليونان-يوغسلافيا. كان يخشى أن يؤدي الرفض العلني إلى افتتاح البولنديين لمفاوضات مع المعارضة التشيكوسلوفاكية أو إلى تهميش حكومته من قبل وزارة الخارجية وشؤون الكومنولث البريطانية. قرر بينش مواصلة المفاوضات مع البولنديين حول إمكانية اتحاد فيدرالي ولكن بقليل من التسرع، في الواقع، العديد من خطوات حكومة تشيكوسلوفاكيا كان مصمَمةً لإطالة أمد المفاوضات دون أي التزام حقيقي. سارت المفاوضات ببطء مع العديد من المؤتمرات، ومع إعلانات مشتركة في 11 نوفمبر 1940 (إعلان من قبل الحكومتين حول الدخول في «اتحاد سياسي واقتصادي أوثق»)، وفي 23 يناير 1942 (الذي اتفقت فيه الحكومتان على تشكيل اتحاد كونفدرالي بعد الحرب وذكرتا سياسات مشتركة حول الدبلوماسية والدفاع التجارة والتعليم والاتصالات) وفي 10 يونيو 1942. شهد يناير من العام 1941 تأسيس لجنة التنسيق البولندية-التشيكوسلوفاكية للإشراف على عملية المفاوضات.